# Dudley Sutton
Dudley Sutton (* 6. April 1933 in Surrey, England; † 15. September 2018 in London, England) war ein britischer Schauspieler.

## Leben
Sutton diente zunächst als Mechaniker bei der Royal Air Force, wo er erste Erfahrungen im Amateur-Theater sammelte. Nach seinem Ausscheiden aus dem Dienst begann er eine Schauspielausbildung bei der Royal Academy of Dramatic Art, die er nicht beendete. Seine Film- und Fernsehkarriere begann er Anfang der 1960er Jahre. 1964 spielte er die Rolle des homosexuellen Motorradrockers Pete im Golden-Globe-Award-nominierten Drama Die Lederjungen, war aber ansonsten bis Ende der 1960er Jahre vor allem in Fernsehrollen zu sehen; so unter anderem in Gastrollen in der Seifenoper Coronation Street und den Krimiserien Simon Templar, Mit Schirm, Charme und Melone und Department S.
1969 trat er neben Roger Moore im Thriller Tödlicher Salut auf, im Anschluss hatte er prominentere Rollen in mehreren Spielfilmen. Er spielte unter anderem an der Seite von Sammy Davis, Jr. in Die Pechvögel, neben Vanessa Redgrave und Oliver Reed in Kein Requiem für San Bastardo und neben Bette Davis und Robert Wagner in In den Fängen der Madame Sin. In Federico Fellinis Casanova gab er den Herzog von Württemberg. Ab Mitte der 1970er Jahre wurden seine Filmrollen zunehmend kleiner und insgesamt seltener.
In den 1980er Jahren war er vor allem im britischen Fernsehen aktiv, war aber unter anderem auch in der US-amerikanischen Miniserie Noble House zu sehen. 1992 stellte er in der internationalen Koproduktion Orlando die Rolle des Königs James I. dar, 2004 trat er im britischen Spielfilm The Football Factory auf.
Sein Schaffen umfasst mehr als 150 Produktionen für Film und Fernsehen.
Sutton war geschieden, aus der Ehe mit der Schauspielerin Marjorie Steele hatte er ein Kind.

## Filmografie (Auswahl)

### Fernsehen
- 1961: Coronation Street
- 1964: Simon Templar (The Saint)
- 1967: Der Baron (The Baron)
- 1968: Mit Schirm, Charme und Melone (The Avengers)
- 1969: Department S
- 1970: Randall & Hopkirk – Detektei mit Geist (Randall & Hopkirk (Deceased))
- 1975: Die Füchse (The Sweeney)
- 1980: Die unglaublichen Geschichten von Roald Dahl (Tales of the Unexpected)
- 1984: Jim Bergerac ermittelt (Bergerac)
- 1985: Dempsey & Makepeace
- 1988: Noble House
- 1995: Die Bibel – Moses (Moses)
- 1997: Emmerdale
- 1997: Highlander
- 2004: EastEnders
- 2006: The Bill
- 2010: Kommissar Wallander: Die fünfte Frau
- 2011: Holby City
- 2013: Casualty

### Film
- 1964: Die Lederjungen (The Leather Boys)
- 1969: Tödlicher Salut (Crossplot)
- 1970: Die Pechvögel (One More Time)
- 1971: Die Teufel (The Devils)
- 1971: Kein Requiem für San Bastardo (A Town Called Hell)
- 1972: In den Fängen der Madame Sin (Madame Sin)
- 1974: Die Jagd nach den gestohlenen Diamanten (Diamonds on Wheels)
- 1976: Fellinis Casanova (Il Casanova di Federico Fellini)
- 1976: Inspektor Clouseau, der „beste“ Mann bei Interpol (The Pink Panther Strikes Again)
- 1978: Tote schlafen besser (The Big Sleep)
- 1979: James jr. schlägt zu (The London Connection)
- 1980: Freibeuter des Todes (The Island)
- 1989: Der Regenbogen (The Rainbow)
- 1991: Edward II
- 1992: Orlando
- 2004: The Football Factory
- 2012: Cockneys vs Zombies